# Candy Kitchen
Candy Kitchen es un lugar designado por el censo ubicado en el condado de Cíbola en el estado estadounidense de Nuevo México. En el Censo de 2020 tenía una población de 107 habitantes y una densidad poblacional de 7,82 habitantes por km². Fue incluido como CDP en el censo de 2020.

## Geografía
Candy Kitchen se encuentra ubicado en las coordenadas 34°54′51″N 108°29′09″O / 34.91417, -108.48583. Según la Oficina del Censo de los Estados Unidos,  tiene una superficie total de 13,69 km², de la cual 13,67 km² corresponden a tierra firme y 0,02 km² a agua.